# Willisau
Willisau (in der Regionalmundart Wilisou [ˈʋɪlɪsɔˑʊ]) ist eine Kleinstadt und Einwohnergemeinde im Schweizer Kanton Luzern. Sie ist Sitz eines der vier Luzerner Bezirksgerichte.
Die heutige Gemeinde entstand am 1. Januar 2006 aus einer Fusion der bisherigen Gemeinden Willisau Stadt und Willisau Land, nachdem deren stimmberechtigte Einwohner am 25. Januar 2004 den Zusammenschluss zur Stadt Willisau beschlossen hatten. Seit dem 1. Januar 2021 ist Gettnau auch Teil der Gemeinde Wilisau.

## Geographie

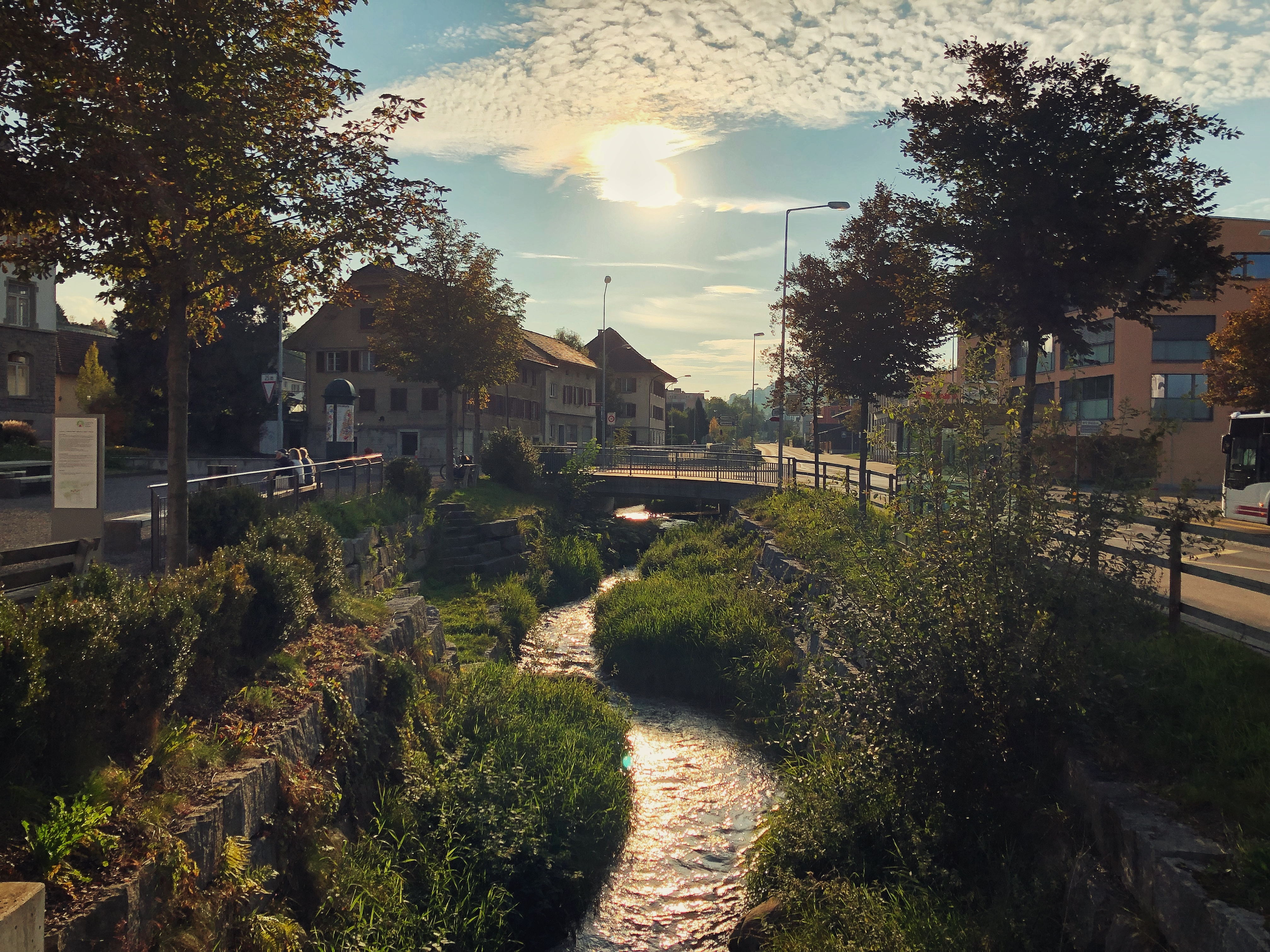
Die Änziwigger durchfliesst Willisau bei der Heiligblut-Kapelle

Die Stadt Willisau liegt im Luzerner Hinterland am Rande der nördlichen Ausläufer des Napfs, am Zusammenfluss von Buech- und Änziwigger. Um die historische Altstadt entstanden in den vergangenen 40 Jahren neue Quartiere.
Willisau ist mit seinen 4722 Hektaren und seinen rund 9000 Einwohnern flächen- und einwohnermässig die grösste Gemeinde im Wahlkreis Willisau. Das Gemeindegebiet ist Teil des so genannten Inneren Willisauer Berglands, das gegen Norden durch das Quertal Huttwil–Gettnau–Alberswil begrenzt wird. Die Gemeinde erstreckt sich zum grössten Teil über die nördlichen Ausläufer des Napfs und stösst gleichzeitig an das sich öffnende obere Wiggertal.
Die Landschaft ist zur Hauptsache durch die unverwechselbaren besonderen Eigenschaften der Napfabdachung geprägt. Sie besteht aus Eggen und Krächen (Tobeln) bzw. ausgedehnten Hügelzügen mit steilen oder sanften Abhängen und wasserreichen, schmäleren oder breiteren Talböden. Recht gross sind die Höhenunterschiede innerhalb der Gemeinde. Der höchste Punkt der Gemeinde befindet sich nahe der Chaltenegg auf 1071 m ü. M., der tiefste nahe dem Weiler Wydenmühle auf 529 m ü. M.
Neben dem historischen Städtchen und seiner Agglomeration gibt es noch weitere Siedlungen in der Gemeinde. So die Weiler Daiwil an der Hauptstrasse Willisau–Menznau, Schülen (797 m ü. M.) auf halbem Weg zum Menzberg, Rohrmatt, Ostergau und Käppelimatt. Zudem sind Bauernhöfe über das ganze Gemeindegebiet verteilt.
Die Stadt grenzt an Alberswil, Ettiswil, Grosswangen, Hergiswil bei Willisau, Luthern, Menznau, Schötz, Ufhusen und Zell.

## Bevölkerung
Die Bevölkerungszahl des Städtchen Willisau blieb trotz des mittelalterlichen Stadtrechts über lange Zeit eher gering (1798 nur 970 Einwohner). Der grosse Teil der Bevölkerung wohnte allerdings nicht innerhalb der Stadt, sondern ausserhalb in kleinen Siedlungen und zahlreichen Einzelgehöften. Infolge Abwanderung und Landflucht nahm die Bevölkerung von 1880 bis 1900 ab. Nach dem Bevölkerungstiefstand von 1900 gab es mehrere Wachstumsphasen, so dass die Einwohnerzahl markant angewachsen ist (1900–2020: + 88,2 %). Trotz des starken Wachstums im Städtchen Willisau auf über 3000 Einwohner lebt auch heute noch die Mehrheit der Einwohnerschaft in einem ländlichen Umfeld.
Quellen: Volkszählungen in der Schweiz vor 1850; Bevölkerungsentwicklung der Gemeinden 1850–2000; 2010 ESPOP, 2020 STATPOP; heutiges Gemeindegebiet

### Sprachen
Die Alltagssprache ist das schweizerdeutsche Luzerndeutsch, eine hochalemannische Mundart.

### Religionen – Konfessionen
In früheren Zeiten war die gesamte Bevölkerung Mitglied der römisch-katholischen Kirche. Heute (Stand 2000) gibt es 81 % römisch-katholische und 8,9 % evangelisch-reformierte Christen. Die Katholiken gehören kirchenrechtlich dem Bistum Basel beziehungsweise staatsrechtlich der Katholischen Kirche im Kanton Luzern an, die Reformierten der Evangelisch-Reformierten Landeskirche des Kantons Luzern.
Daneben findet man 2,8 % Muslime sowie 7,3 % Angehörige anderer nichtchristlicher Religionen oder Konfessionslose. Die Muslime sind meist albanischer, kurdischer und türkischer Herkunft; die Minderheit der Angehörigen anderer Religionen fast ausschliesslich Hindus tamilischer Abstammung aus Sri Lanka.
Im Jahr 2022 gehörten (laut Berechnungen des Bundesamts für Statistik) 69,7 % der Bevölkerung zur Katholischen Kirche und 7,5 % zur Evangelisch-Reformierten Landeskirche des Kantons Luzern. Die Zahl der Konfessionslosen und Muslime ist seit der letzten Volkszählung 2000 stark gewachsen. Zusammen mit Christen ausserhalb der Landeskirchen und weiteren nichtchristlichen Glaubensgemeinschaften stellen sie 22,8 % der Einwohnerschaft.

### Herkunft – Nationalität
Ende 2022 zählte die Gemeinde 9108 Einwohner. Davon waren 7838 Schweizer Staatsangehörige und 1270 (= 13,9 %) Menschen anderer Staatsangehörigkeit. Die grössten Zuwanderergruppen kommen aus dem Kosovo (223 Menschen), Deutschland (197 Menschen), Portugal (119), Italien (85), Eritrea (84), Nordmazedonien (60) und Serbien (50). 258 Personen stammen aus anderen europäischen Ländern, 194 aus weiteren aussereuropäischen Ländern.

## Geschichte

Luftbild (1949)

### Ortsname
Der Name geht wahrscheinlich auf ein althochdeutsches Willinis ouwa zurück, was «Au des Willin» bedeutet.
Der Volksmund kennt eine volksetymologische Erklärung: Der Sage nach bauten zwei Brüder eine Stadt, und als sie fertig war, fragte der eine den andern, wie sie heissen solle, worauf dieser zur Antwort gab: Mir isch glych, wi d s duu witt, will i s ou «Mir ist es gleich, wie du es willst, will ich es auch».

### Ereignisgeschichte
Für das Jahr 893 ist eine alemannische Hofsiedlung Cozeriswilare (heute: Gesserswil) im Willisauer Bergland aktenkundig. Die erstmalige Erwähnung des Ortes Willineshouwo datiert auf 1101.
In den Jahren 1302 und 1303 errichteten die Freiherren von Hasenburg an Stelle des bisherigen Pfarrdorfes ein befestigtes Zentrum. Im Jahr 1330 erhielt Willisau das Recht zur Abhaltung von Jahr- und Wochenmärkten. 1367 wurden die Grafen von Aarberg durch Heirat Willisauer Stadtherren. Im Guglerkrieg 1375 liess Herzog Leopold die noch schlecht bewehrte Kleinstadt abbrennen. 1386 befahl Herzog Leopold III. beim Auszug aus Willisau die erneute Vernichtung der Stadt (vor der Schlacht bei Sempach).

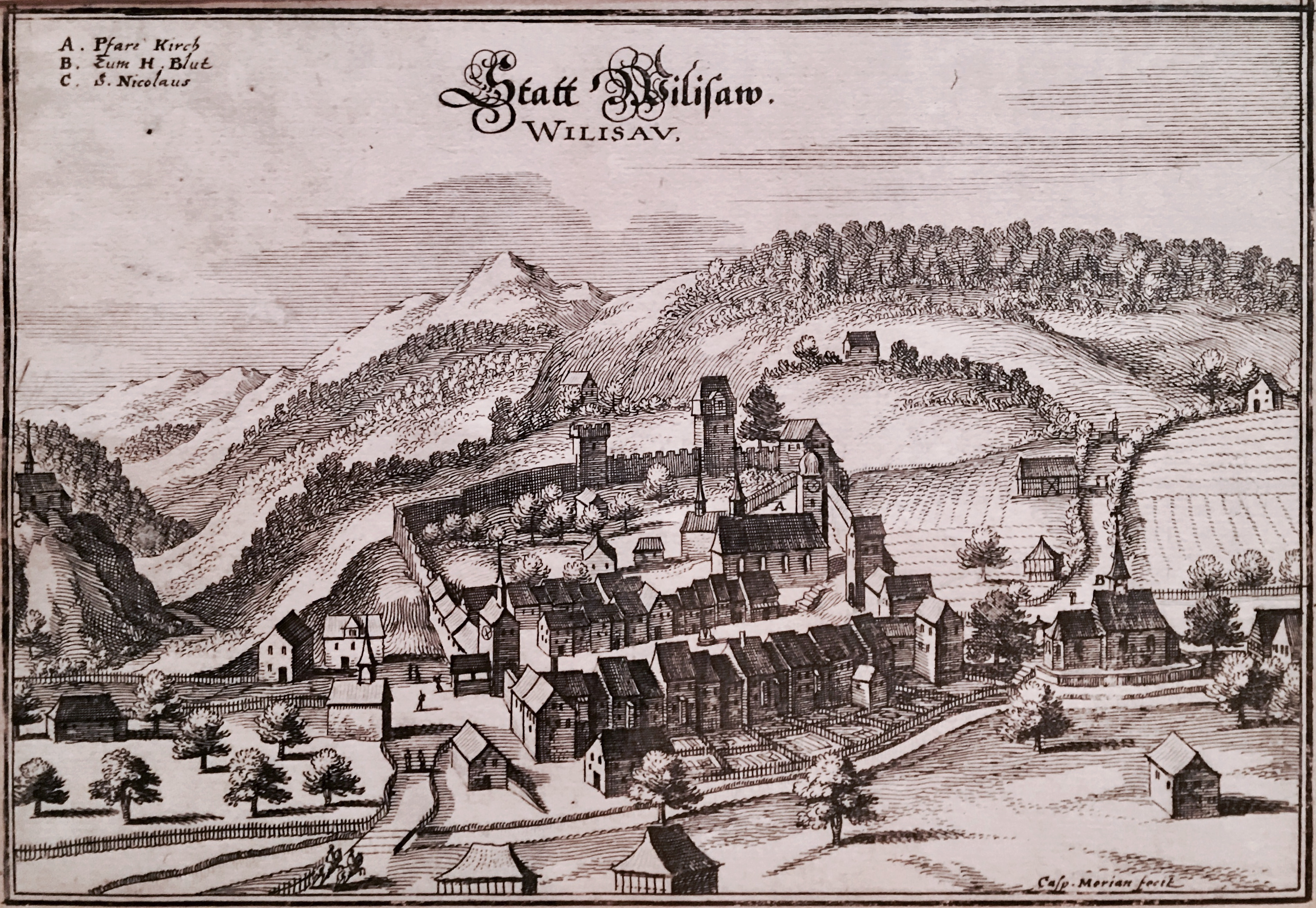
Willisau im 17. Jahrhundert, Kupferstich Merian. Am linken Rand der Burghügel mit der St.-Niklausen-Kapelle, hinter dem Städtchen die noch unbebaute Flur der Geissburg

Im Jahr 1407 verkauften die Nachfahren der Hasenburger die Stadt und Grafschaft Willisau an die Stadt Luzern. Die lukrative Landvogtei Willisau war vier Jahrhunderte Teil des Stadtstaates Luzern. 1471 wurde Willisau durch einen Stadtbrand zerstört.
Im Jahr 1512 erhielt die Stadt von Papst Julius II. eigens einen wertvollen «Juliusbanner» für die 1508–1510 im «Grossen Pavier Feldzug» geleisteten Dienste zur Vertreibung der Franzosen.
Im Jahr 1704 brannte ein Grossteil der Stadt zum vierten Mal ab. Im Gefolge der Staatsumwälzung verlieren die Stadtbürger 1798 ihre Vorrechte. Die Steuerbezirke Stadt und Kirchgang ausserhalb der Stadt wurden zu Munizipalitäten. Im Jahr 1803 erklärte die Mediationsregierung die Munizipalitäten Stadt und Landschaft zu eigenständigen Gemeinden.
Ab 1990 verstärkten Willisau Stadt und Willisau Land ihre Zusammenarbeit und lösten immer mehr Aufgaben gemeinsam. Am 25. Januar 2004 wurde über die Vereinigung der Gemeinden Willisau Stadt und Willisau Land abgestimmt. Bei einer hohen Stimmbeteiligung (80 % Willisau Stadt, 81 % Willisau Land) wurde die Vorlage deutlich angenommen. Auf den 1. Januar 2006 fusionierten die beiden Gemeinden Willisau Land und Willisau Stadt zur Stadt Willisau.
Willisau in der ersten Hälfte des 20. Jahrhunderts

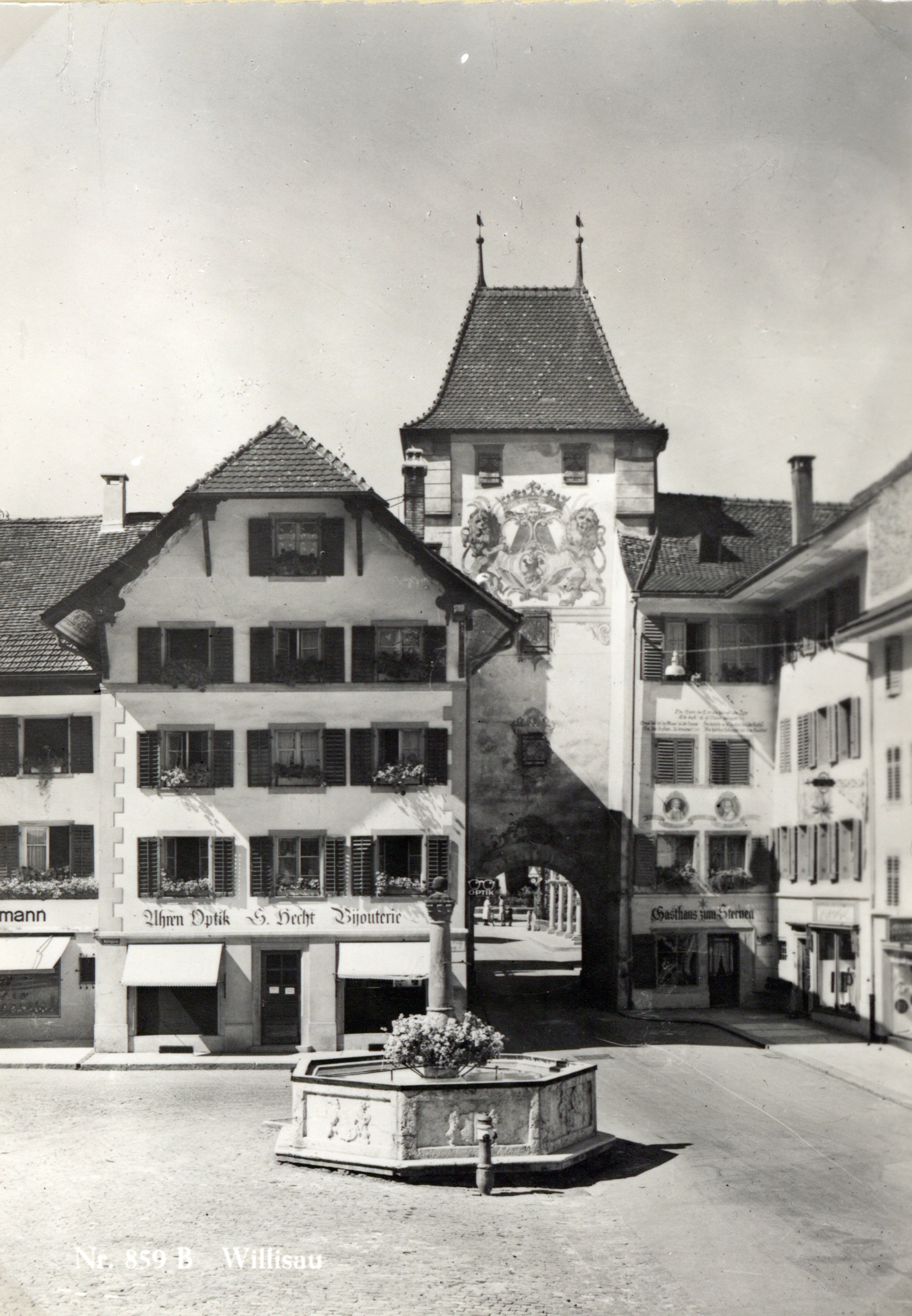
Oberer Brunnen beim Obertor
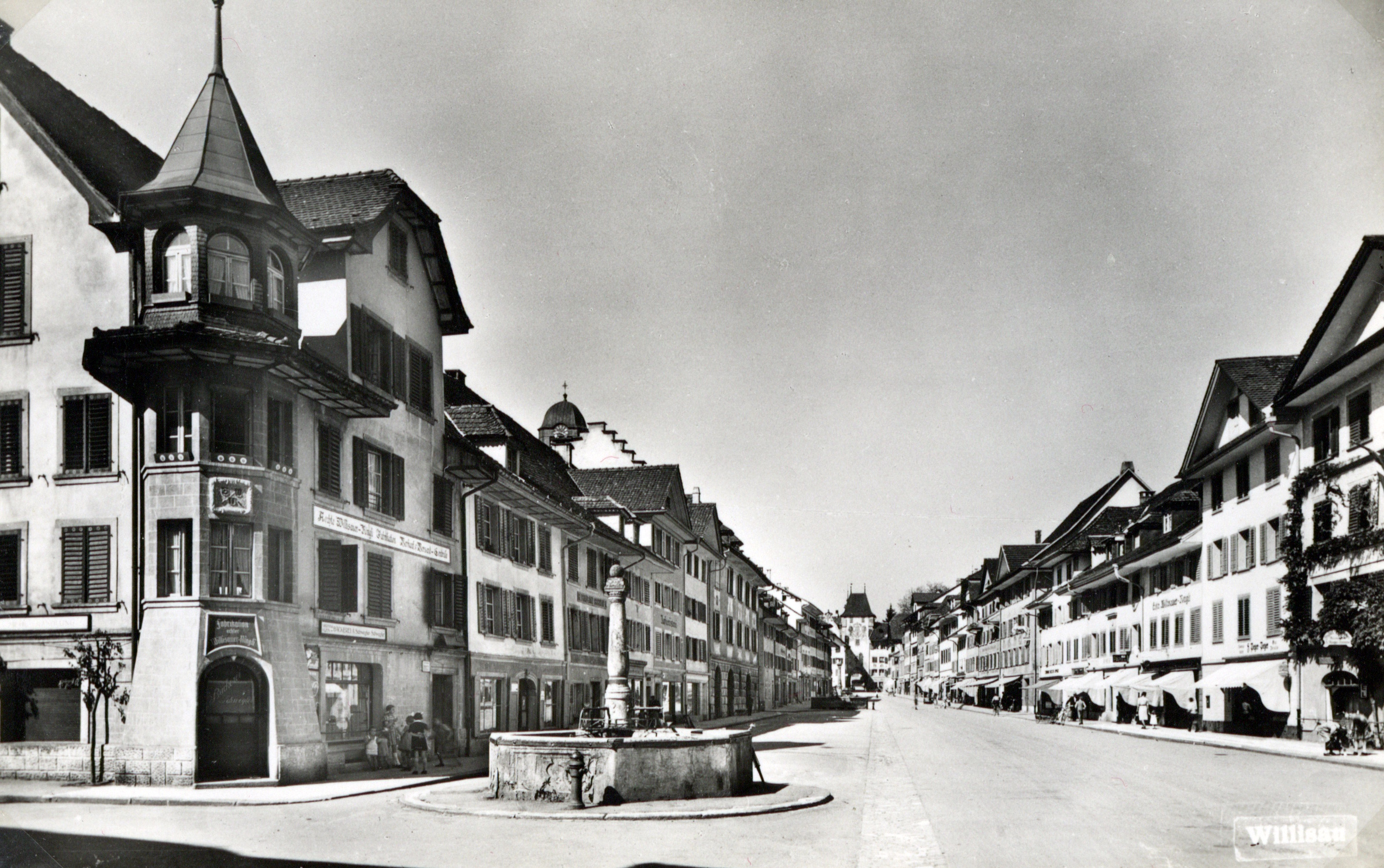
Unterer Brunnen beim Untertor
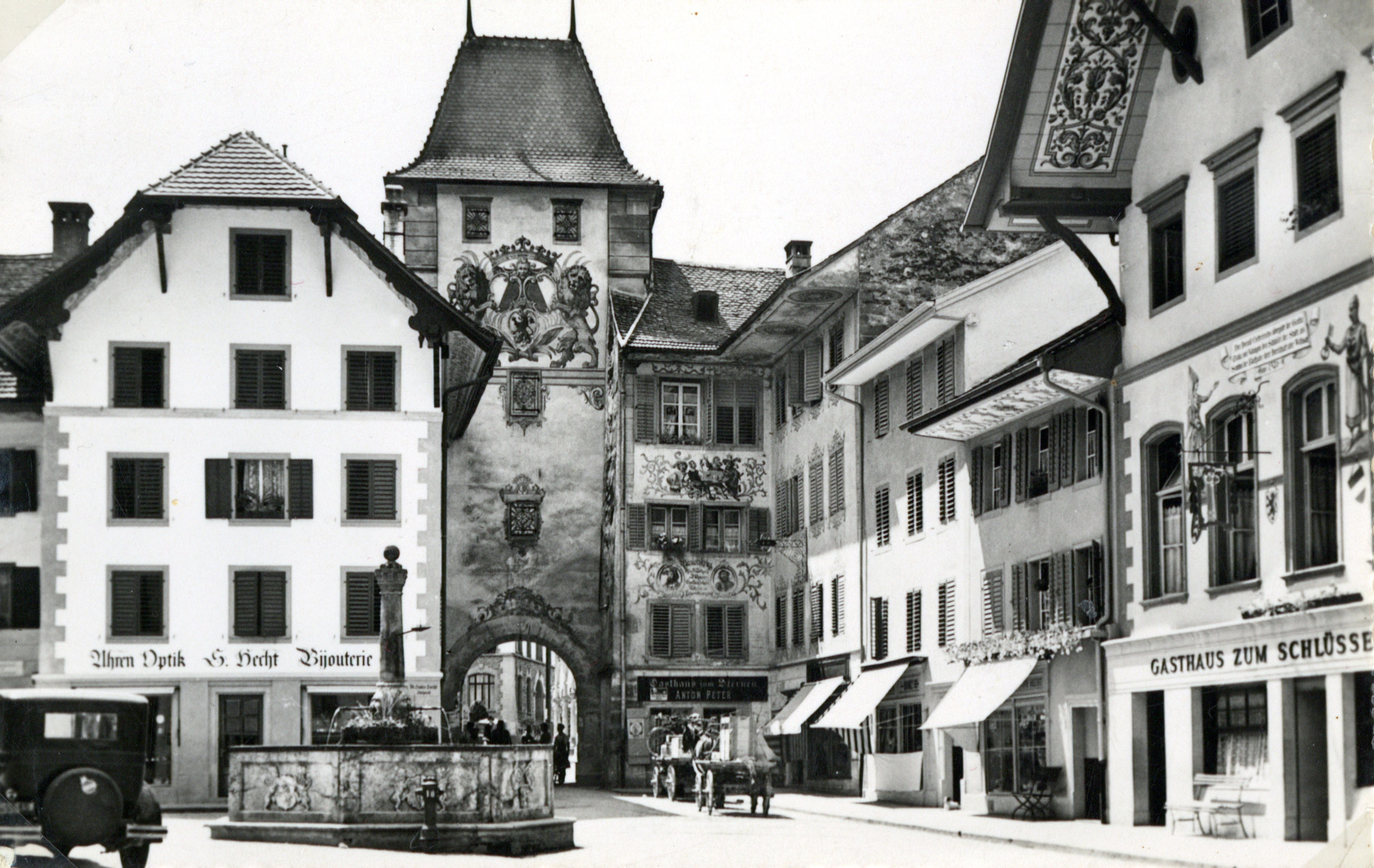
Kirchenplatz beim Obertor
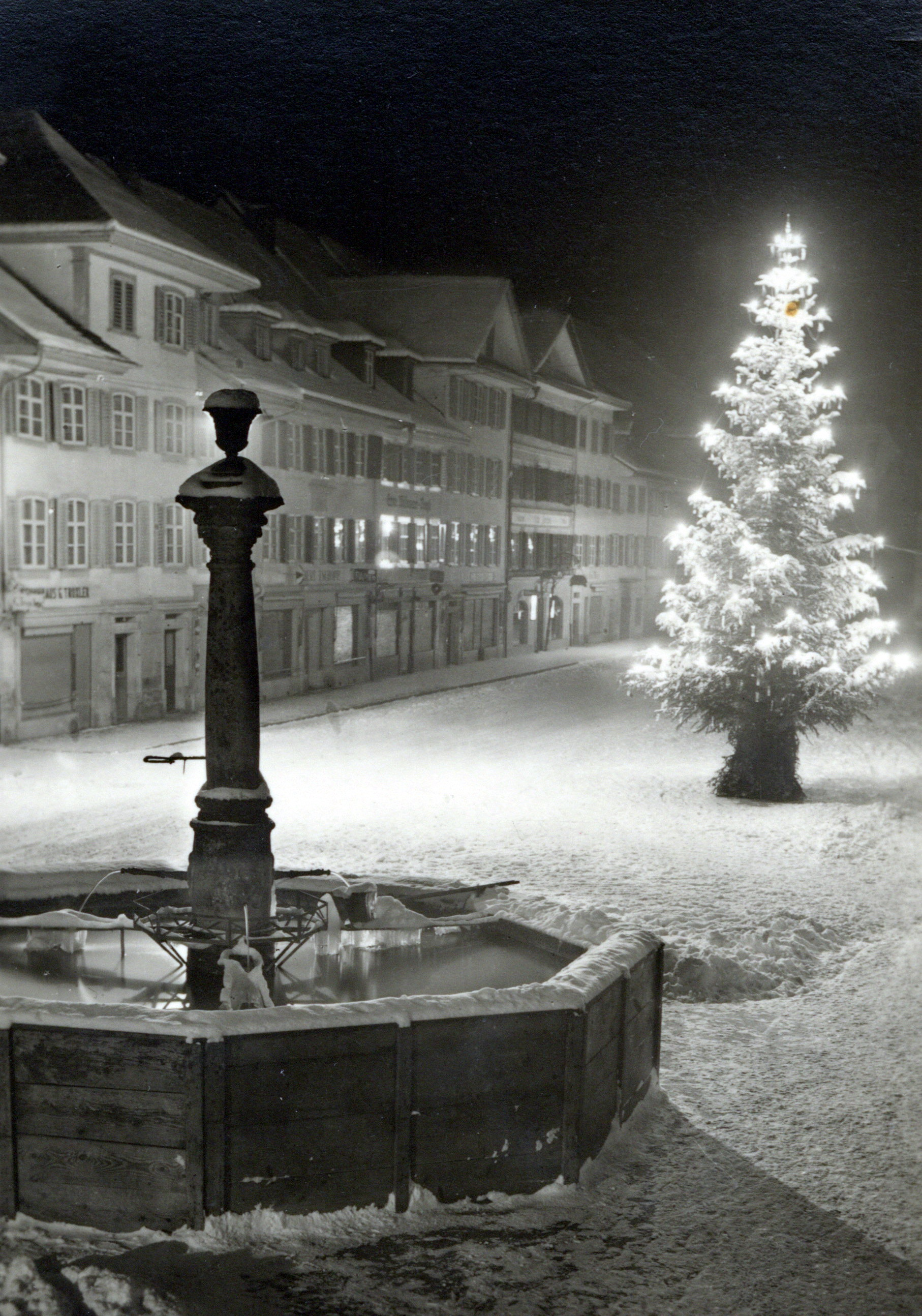
Mittlerer Brunnen zur Weihnachtszeit
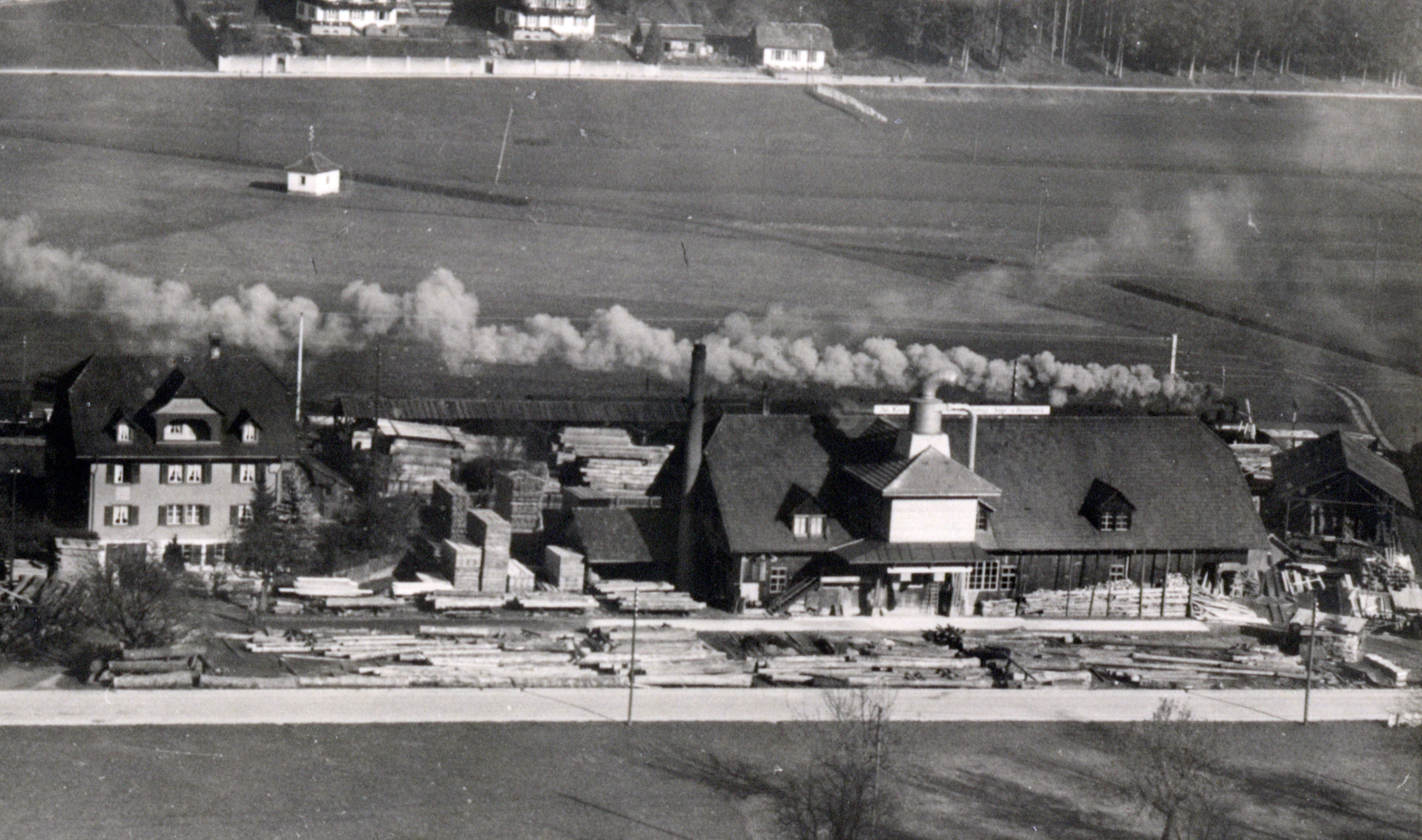
Holzverarbeitung Küng Platten an der Menznauerstrasse mit Dampflokomotive im Hintergrund

## Politik

### Gemeinderat
Der Stadtrat Willisau besteht aus fünf Mitgliedern und ist wie für die Legislatur-Periode 2021–2024 wie folgt aufgestellt:
- André Marti (FDP): Stadtpräsident
- Daniel Bammert (CVP): Stadtammann/Delegierter Stadtrat
- Franz Achermann (Mitte): Stadtrat, seit 1. Juli 2023[16]
- Sabine Büchli-Rudolf (FDP): Stadträtin
- Irma Schwegler-Graber (SP): Stadträtin

mit
- Guido Solari[17]: Stadtschreiber
- Philipp Dobmann, Stadtschreiber-Substitut

### Kantonsratswahlen
Bei den Kantonsratswahlen 2023 des Kantons Luzern betrugen die Wähleranteile in Willisau: Mitte (mit JMitte und Mitte60+) 32,18 %, FDP 24,38 %, SVP 22,25 %, SP 10,78 %, Grüne 7,05 % und glp 3,37 %.

### Nationalratswahlen
Bei den Schweizer Parlamentswahlen 2023 betrugen die Wähleranteile in Willisau: Mitte 34,9 %, SVP 27,5 %, FDP 17,0 %, SP 10,3 %, Grüne 4,7 %, glp 3,1 %, übrige 2,5 %.

### Wappen
Das Wappen der Gemeinde Willisau zeigt "auf gelbem Grund einen steigenden roten Löwen mit blauen Krallen". Die Farben des Wappenschildes sind gelb und rot.

## Schulen und Sportanlagen
Auf dem Schlossfeld oberhalb des Städtchens befinden sich weitläufige Schul- und Sportanlagen. Neben der Volksschule (1.–9. Klasse), aufgeteilt auf die Schulanlagen Schloss und Schlossfeld, befinden sich die Kantonsschule (Gymnasium und Wirtschaftsmittelschule WMS) und die Berufs- und Gewerbeschule auf demselben Areal. Die Sportanlage bietet fünf Rasenplätze, eine 400-m-Rundbahn, drei Hartplätze, neun Turnhallen, davon zwei Dreifachhallen sowie ein Hallenbad. Daneben gibt es noch das Freizeitzentrum Willisau mit einer Tennishalle und einem Tennisplatz. Dazu gehören auch eine Minigolfanlage, ein Fitnesscenter, eine Squashhalle, eine Sauna mit Dampf- und Sprudelbad sowie ein Restaurant. Die beiden Kindergärten befinden sich im Pfarreiheim und an der Menzbergstrasse. Die Heilpädagogische Sonderschule ist derzeit (2024) zweigeteilt: Der Neubau in unmittelbarer Nähe zum Schloss bildet das Hauptgebäude, weitere Räume befinden sich in einem Gebäude am Schützenrain.

## Verkehr

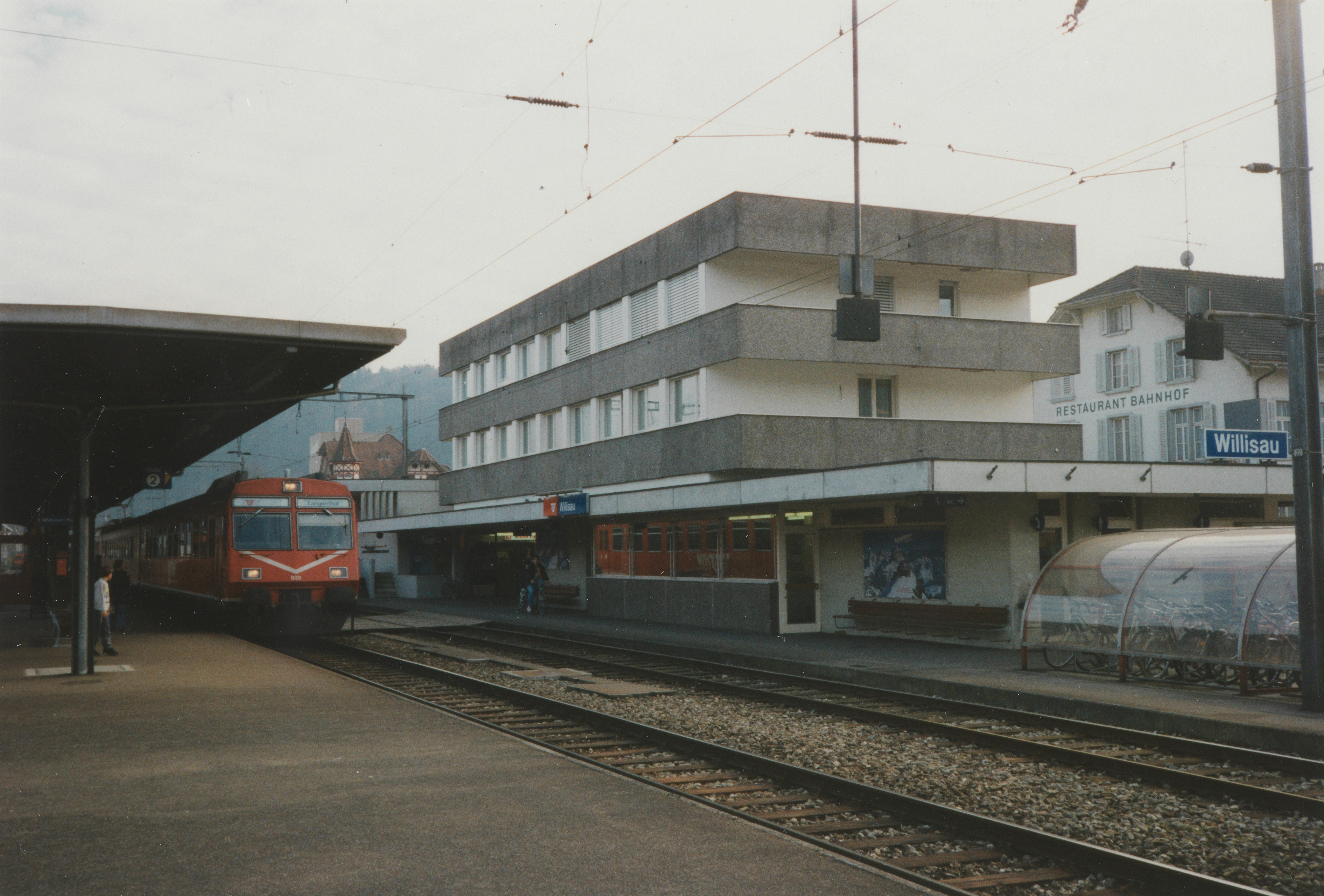
Bahnhof Willisau, Stationsgebäude (1997)

Willisau liegt an der Bahnstrecke Luzern–Langenthal. Verantwortlich für den Betrieb ist die BLS AG. Daneben bestehen die Buslinien Willisau–Ettiswil–Sursee (Linie 60.063), Willisau–Schötz–Nebikon–Dagmersellen (Linie 60.271), Willisau–Hergiswil–Hübeli (Linie 60.272) und seit dem 15. Dezember 2019 die Buslinie Willisau–Nebikon–Altishofen–Dagmersellen Industriepark («Wiggertal-Express» Linie 60.277).
Willisau liegt an der Hauptstrasse Dagmersellen–Wolhusen–Luzern. Seit 1999 wird das Zentrum vom Durchgangsverkehr umfahren.
Die nächstgelegenen Autobahnanschlüsse sind östlich (an der Autobahn A2) Dagmersellen in 11 km und Sursee in 13 km Entfernung. Die Autostrasse K10 (Richtung Luzern) führt 13 km südlich von Willisau durch.

## Sehenswürdigkeiten

### Rathaus
Es wurde nach dem Stadtbrand von 1704 als Kaufhaus mit Schaal (Metzgerei), Korn- und Tuchlaube erbaut. Das Willisauer Ellenmass (63 cm) ist beim Eingang angebracht. Das Erdgeschoss wurde bis 1956 als Schlachthaus, heute als Bürgersaal genutzt. Kurz nach 1800 wurde das aus dem Kloster St. Urban stammende spätbarocke Schultheater eingebaut – eines der ältesten seiner Art in der Schweiz; es besitzt einen wertvollen Bühnenvorhang. Seit 1887 war es als Rathaus im Besitz der Korporation Stadt Willisau. 1989 ging es durch Schenkung an die Einwohnergemeinde Willisau Stadt über, wurde 1989–1991 vollständig restauriert, wobei man das alte Theater im Estrich neu installierte. In den Jahren 1991 bis 2005 diente das Rathaus der Stadtverwaltung als Gemeindehaus und danach den Schulischen Diensten. Am Boden des Rathausplatzes ist ein Motiv keltischer Herkunft, das ein rituelles Feuerrad darstellt.

### Pfarrkirche
1805 bis 1810 auf einer dem Schlossrain vorgelagerten Terrasse aus Kalktuff erbaut, ist die Pfarrkirche St. Peter und Paul die grösste der Luzerner Landschaft. Architekten sind die beiden bekannten Innerschweizer Kirchenbauer Josef Purtschert, Pfaffnau, und Josef Singer, Luzern. Archäologische Ausgrabungen bestätigen, dass mindestens vier kleinere Vorgängerkirchen an gleicher Stelle gestanden hatten. Die Gründung der ersten Pfarrkirche ist älter als diejenige der Stadt. Der Kirchturm – auch Heidenturm genannt – stammt aus dem 13. Jahrhundert und ist der am besten erhaltene romanische Kirchturm des Kantons Luzern. Der monumentale, zweigeschossige Glockenturm entstand 1928/29 anlässlich einer Renovation und ist Ersatz für einen zierlichen, zu klein gewordenen Dachreiter. Architekt dieses als architektonische Pionierleistung im Eisenbetonbau geltenden Entwurfs war Adolf Gaudy aus Rorschach. Nach der umfassenden Restauration von 1991 bis 1997 weist der Bau heute den ursprünglichen Charakter einer klassizistischen Pfeilerhallenkirche auf. Eindrückliche Altarbilder und Deckenfresken des Willisauer Malers Xaver Hecht und der süddeutschen Meister Josef Anton Mesmer und Johann Georg Vollmar, elegante Stuckaturen des Vorarlbergers Johann Moosbrugger.
Ansichten der Pfarrkirche Willisau

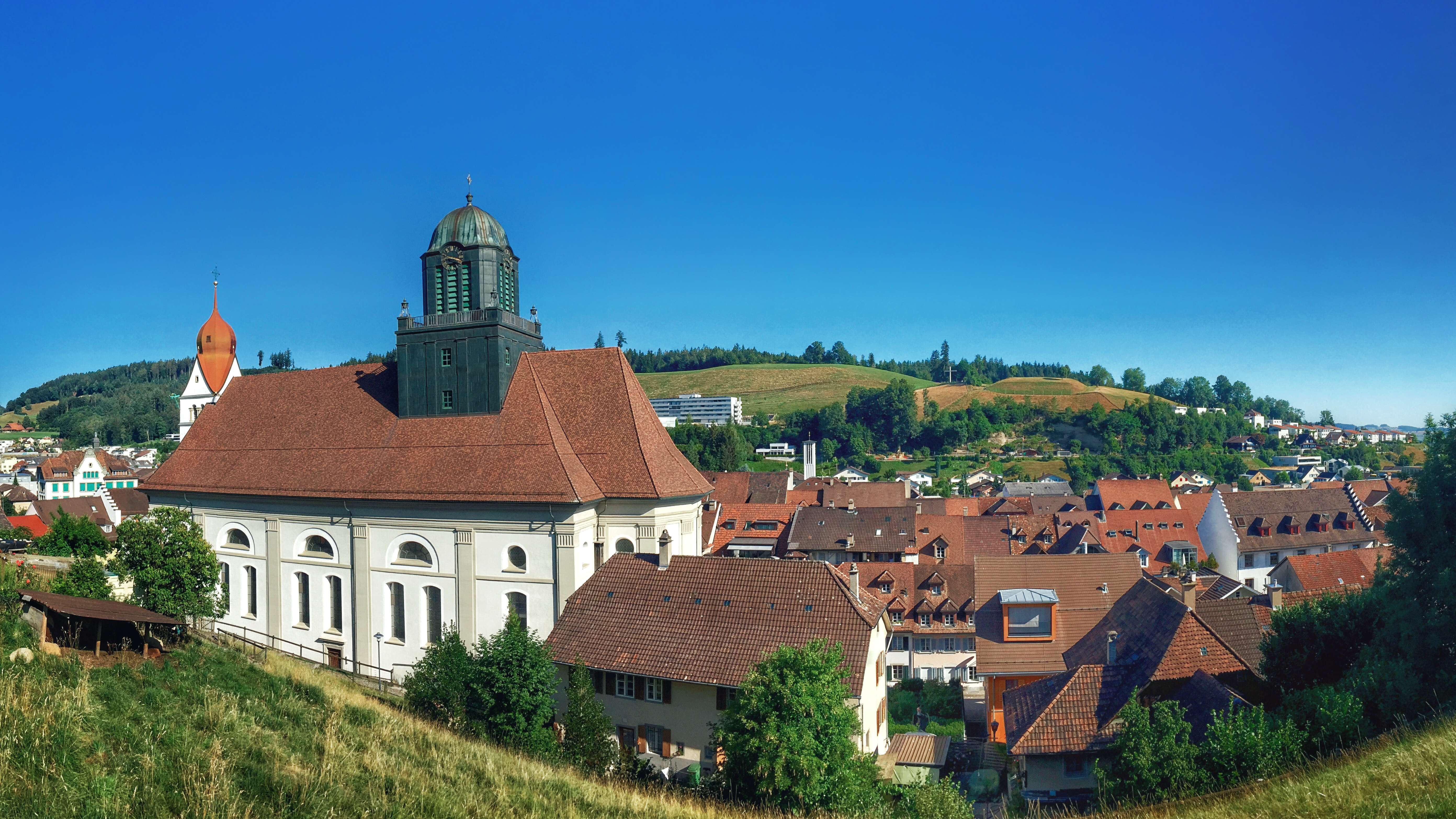
Pfarrkirche vom Landvogteischloss aus gesehen
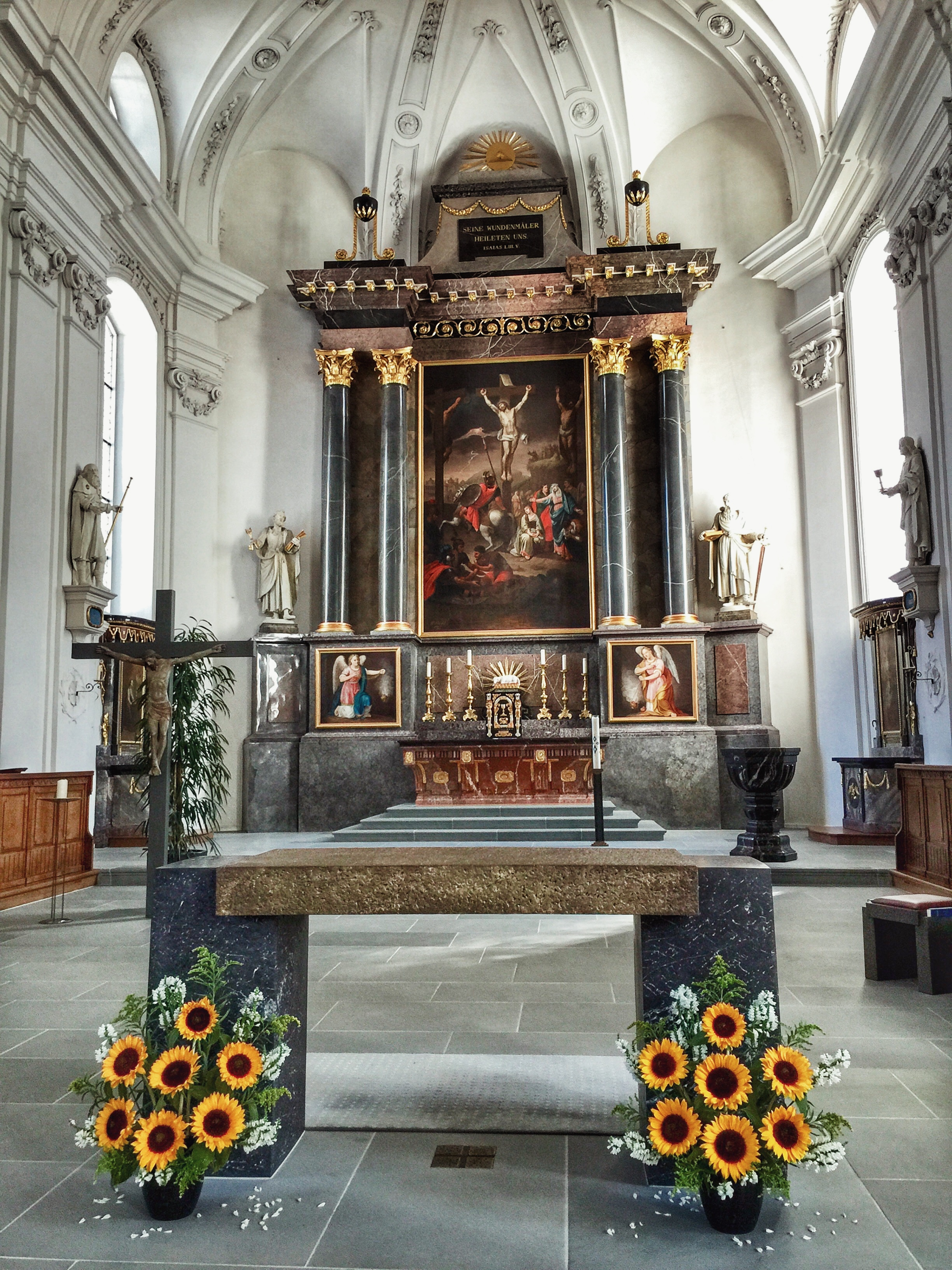
Altar Pfarrkirche
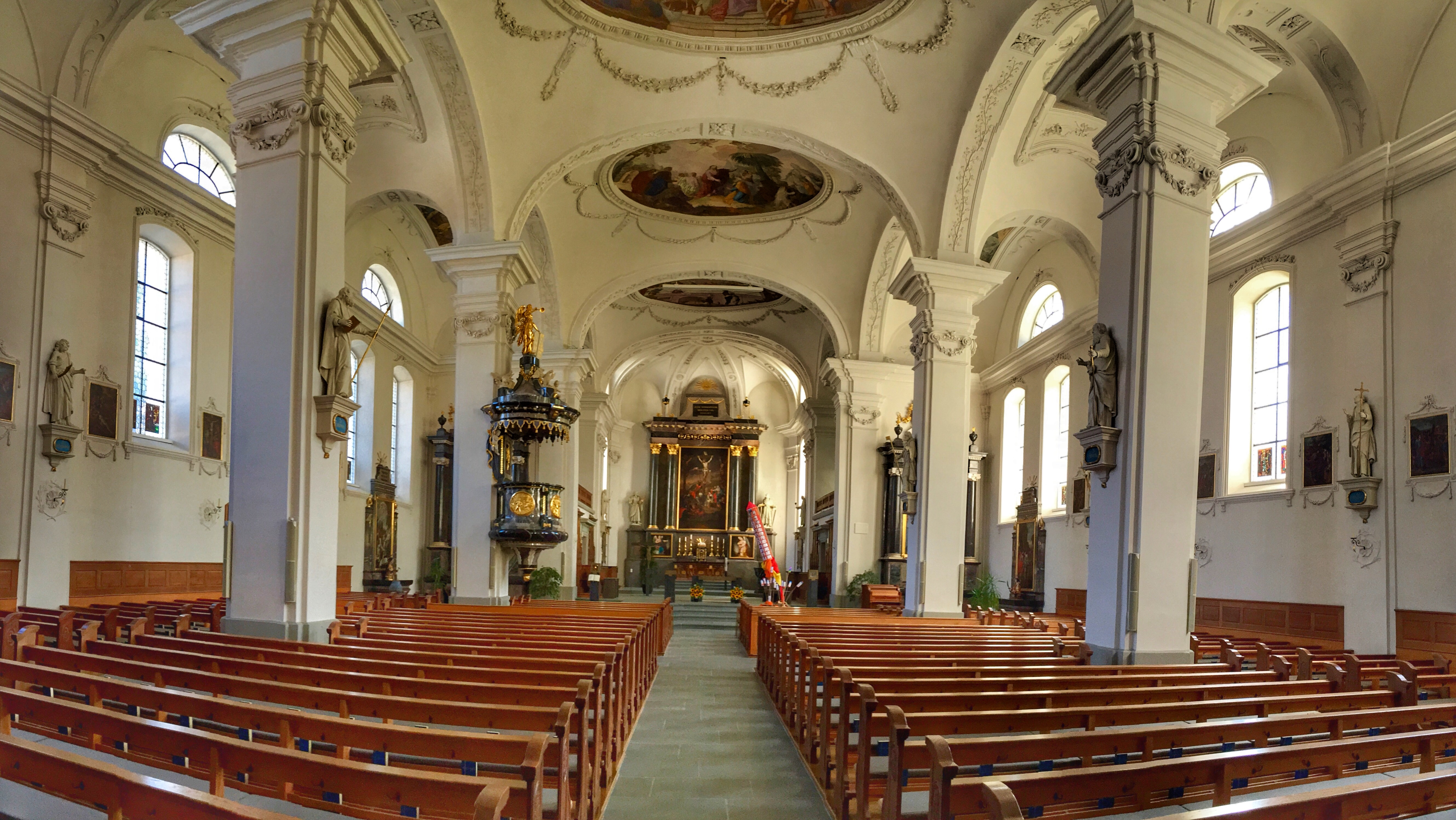
Innenansicht Pfarrkirche
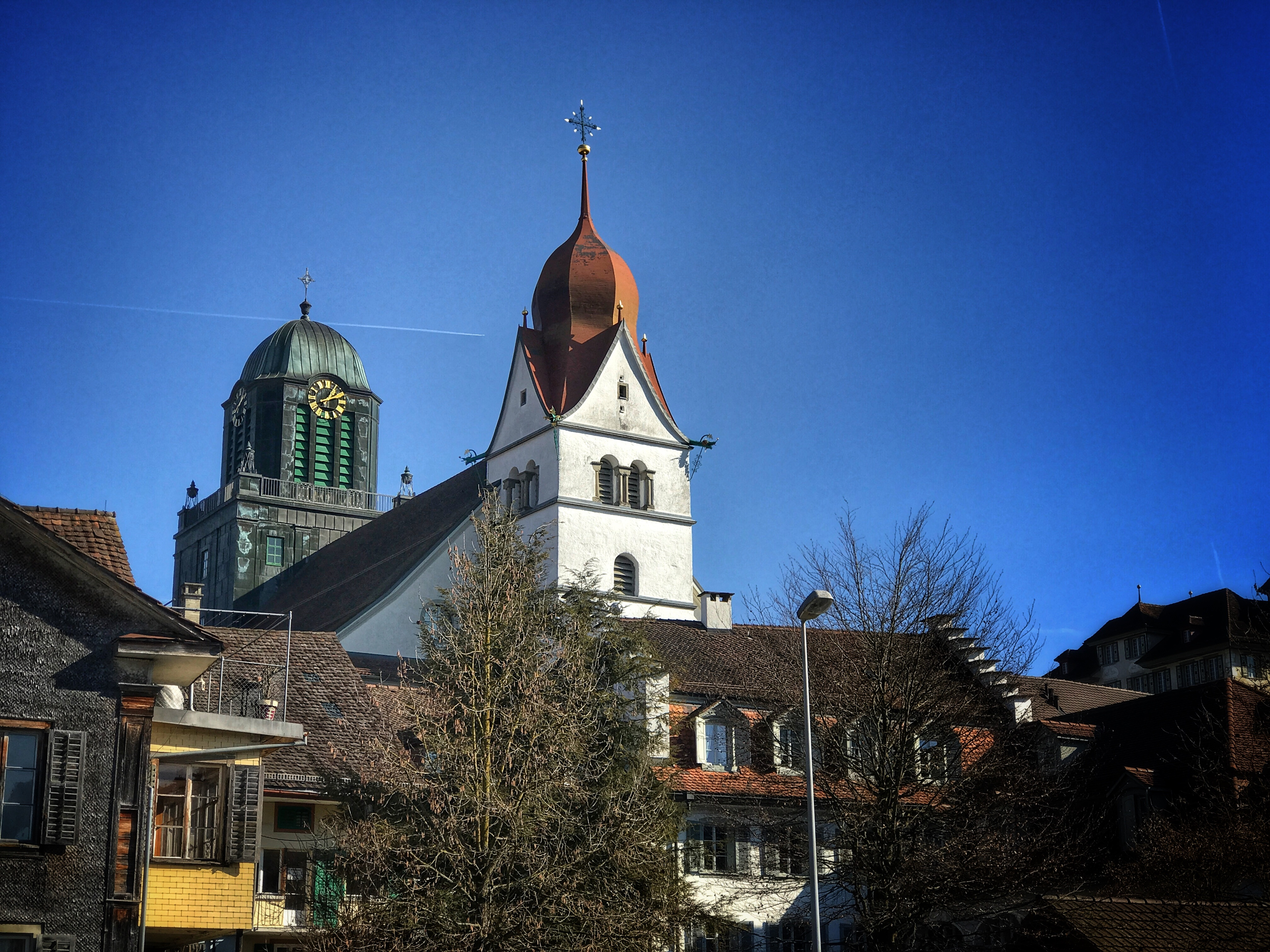
Pfarrkirche Ansicht Nordwest
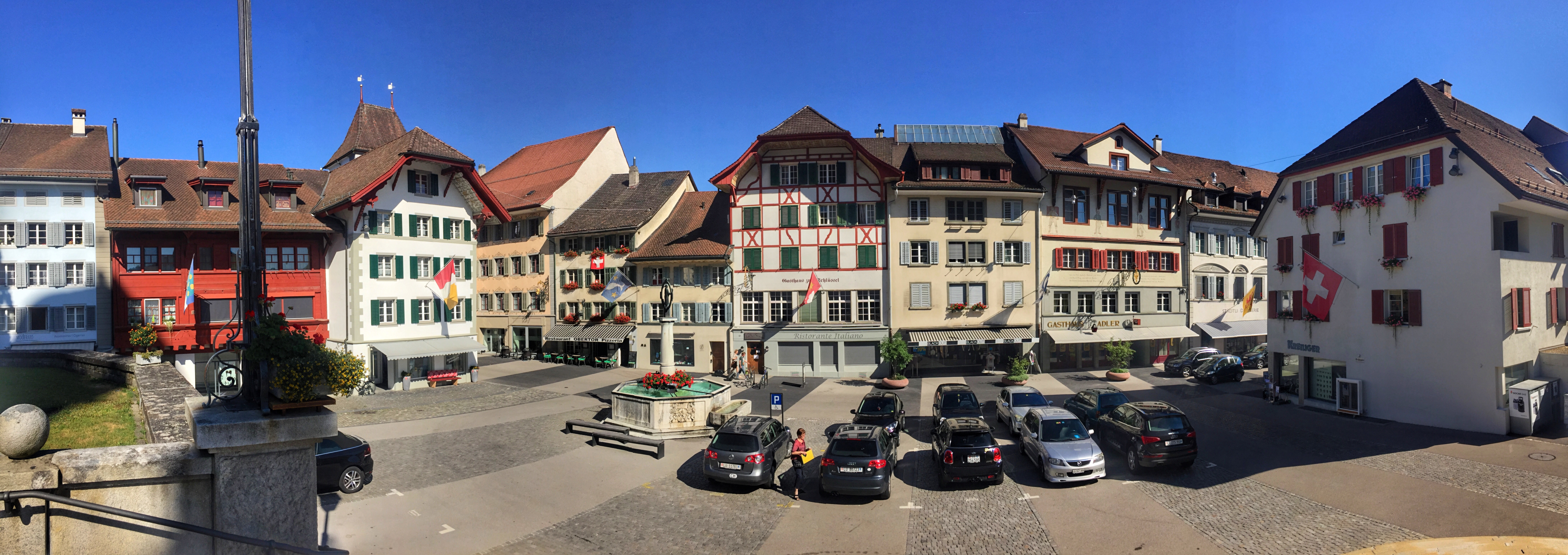
Kirchenplatz («Chileplatz») Willisau

### Obertor

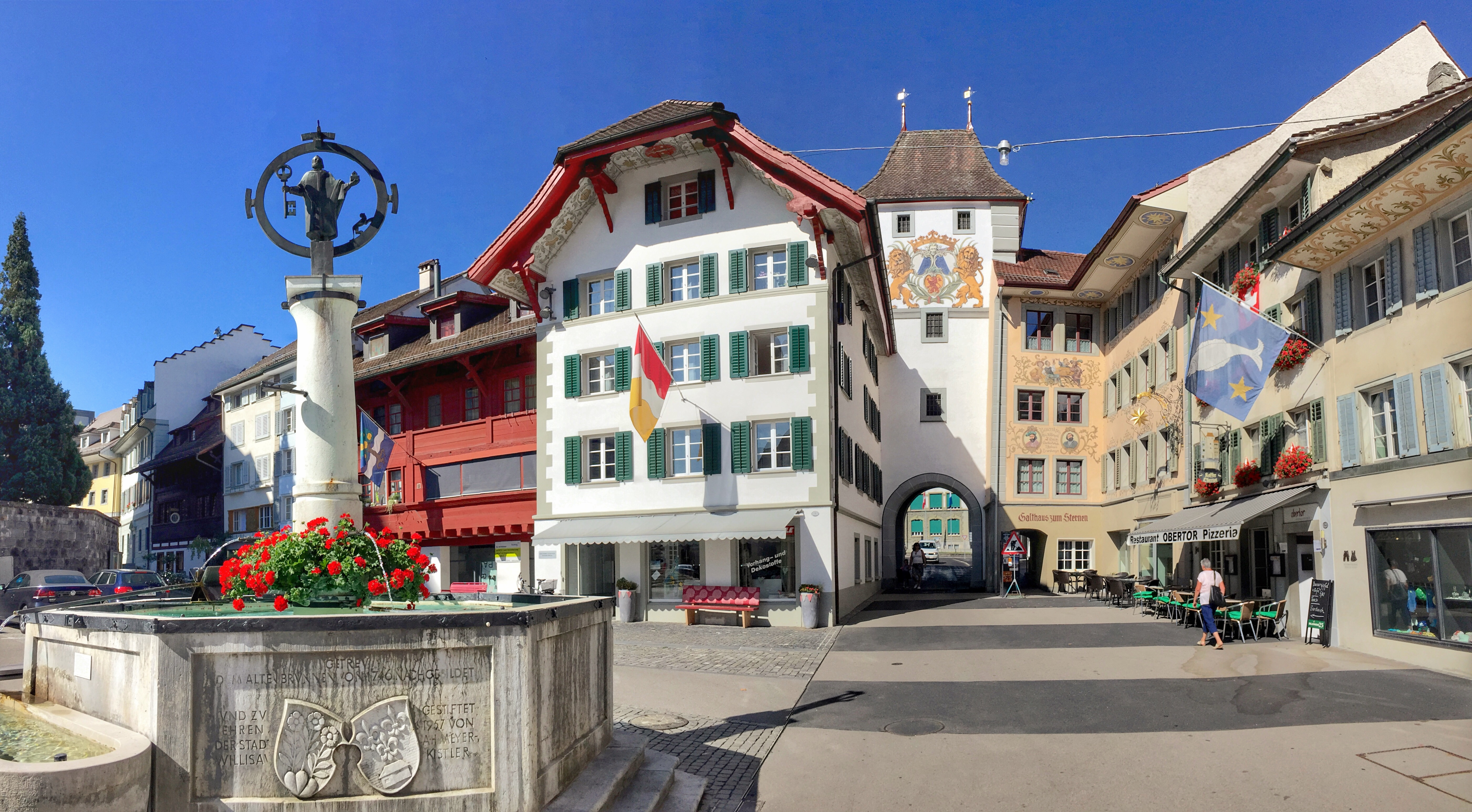
Obertor Willisau mit Oberen Brunnen

Bezeichnet auch als das «nidre» Tor, weil es weniger hoch ist als das Untertor. Ursprünglich war es vermutlich gegen ein das Städtchen hin offener Torturm, der beim dritten Stadtbrand von 1471 teilweise eingeäschert und um 1550 mit Hilfe der luzernischen Obrigkeit wieder aufgebaut wurde. Es zeichnet sich aus durch einfache Befensterung mit hochrechteckigen Öffnungen. Es diente auch als Kerker, ist nur über eine Leiter begehbar. Über dem Portal befinden sich stadteinwärts zwei Löwen mit Luzerner und Willisauer Wappenschild. Seit 1886 ist es im Besitz der Korporation Stadt Willisau.

### Untertor

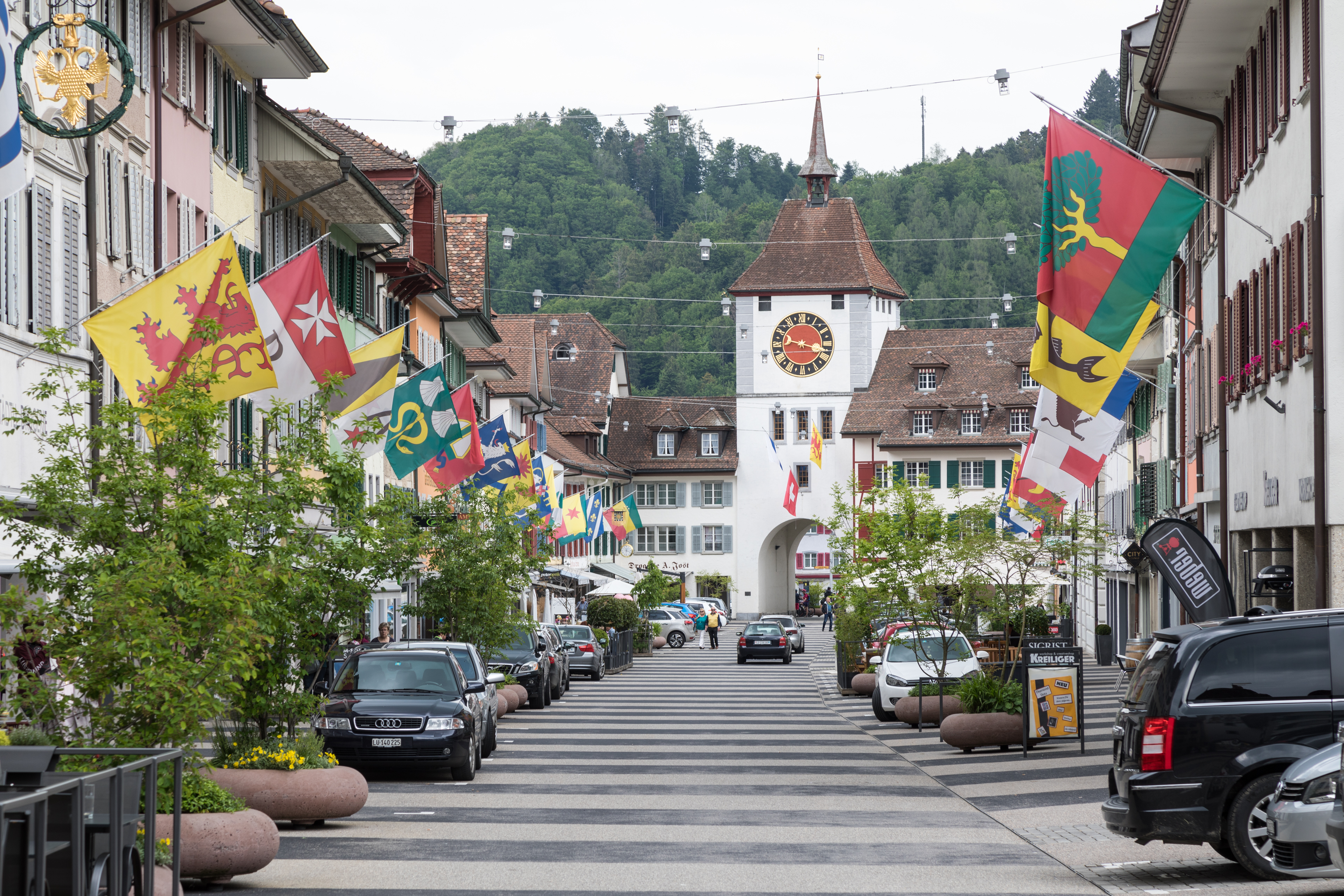
Hauptgasse mit Untertor

Früher auch Zytturm (Zeitturm) genannt, wurde es beim grossen Stadtbrand von 1471 vernichtet, unter Mithilfe des Rates von Luzern 1543 wieder aufgebaut. Bei der Feuersbrunst von 1704 wurde es im Gegensatz zum Obertor stark beschädigt. Gemäss in der Turmkuppel gefundener Urkunde wurde es 1768 renoviert und 1805 neu gedeckt, 1854 brach man es aber wegen Baufälligkeit ab. 1980 wurde es dank einer Stiftung des Ehrenbürgers Eugen Meyer nach alten Vorlagen mit vergrössertem Durchgang neu errichtet, man baute die Turmuhr von 1544 und der Turmglocke von 1706 wieder ein. Heute ist es mit einem vielseitigen Glockenspiel akustisch bereichert.

### Alte Stadtmühle
Das Fundament stammt zum Teil aus der Stadtgründungszeit 1302/03, die Westfassade grösstenteils aus mittelalterlicher Stadtmauer. 1585 wurde es als Holzanbau mit stadtseitiger Ständerkonstruktion und liegendem Dachstuhl errichtet, erreichte aber schon das heutige Gebäudevolumen. Der von der Wigger abgeleitete Mühlebach wurde auch bei Häuserbränden und Stadtgassenreinigungen eingesetzt. 1918–1920 erneuerte man die Mühleneinrichtungen technisch und schuf die Fassade mit heutiger Fenstereinteilung. Bis 1989 wurde im Gebäude eine Mühle betrieben, bis heute ist das Wasserrad mit Transmission noch vorhanden und kann in Betrieb genommen werden. 1998 wurde das Gebäude von der Albert-Koechlin-Stiftung gekauft und vollständig renoviert und von 2002 bis 2015 als Kulturzentrum genutzt. Seit 2016 wird das Haus von privater Eigentümerschaft als offenes Haus für Innovation und Kultur betrieben, mit Veranstaltungsräumen, Seminarräumen, Büro / Coworking Space.

### Ursprungshaus der Willisauer Ringli

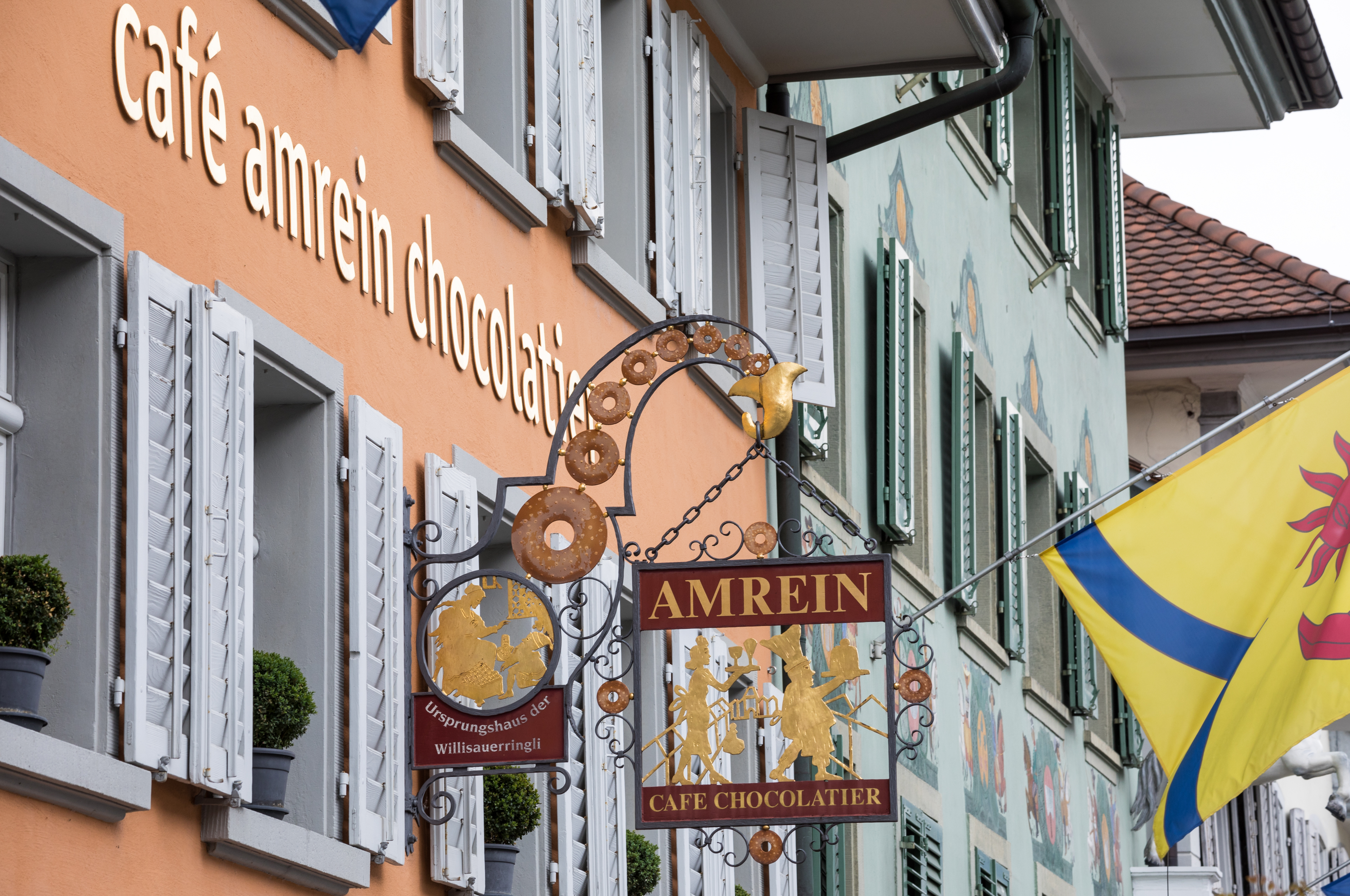
Café Amrein Chocolatier in Willisau

Das Gebäude besteht aus zwei Ursprungshäusern, deren linkes von Léon Nordmann für die Warenhaus-Kette Manor gemietet wurde, deren rechtes aber das Ursprungshaus der Willisauer Ringli ist. Um 1850 wurden solche zum ersten Male von Heinrich Maurer hergestellt, das ursprüngliche Rezept war ihm durch seine zweite Frau, Martha Peyer, Köchin auf Schloss Heidegg, übergeben worden. 1880 wurde das Haus verpachtet und später an Moritz Amrein-Brügger verkauft. 1924 wurden die beiden Häuser zu einem Geschäfts- und Wohnhaus umgebaut, 1930 um ein Café erweitert und in «Gebr. Amrein & Co.» umbenannt. Die Ringliproduktion wurde zuerst durch Walter Renggli-Amrein, später dann durch Walter Renggli-Schüpbach und heute durch Michael Renggli-Kurmann weitergeführt.

### Müligass 2
Dies ist das vermutlich älteste Haus von Willisau, aufgrund einer Jahrringzählung an Balken im Mauerwerk wurde es um 1340 an die Stadtmauer gebaut. Nach dem Stadtbrand von 1375 entstand ein zweiter Bau mit einem turmartigen, an die Stadtmauer angefügten Einbau aus Mauerwerk, vermutlich als feuersicherem Aufbewahrungsort. Der heutige Bau wurde als Ständerbau mit hölzernen Obergeschossen von 1471 bis 1472 errichtet. Das erste Obergeschoss besitzt eine spätgotische Decke. Das Haus überstand den Stadtbrand von 1704 unversehrt. 1991 restaurierte man es vollständig; 1994 entstand seine Fassade als eine Synthese zwischen Alt und Neu in ursprünglicher Farbe.

### Spittel
Dieses wurde nach dem Brand von 1704 an der nach ihm benannten Spittelgass erbaut; es diente als Pflegestation für mittellose Kranke und Alte sowie als Waisenhaus und Herberge für arme Leute. Bis 1961 wurde es als Altersheim genutzt. Im 19. Jahrhundert durch Einbezug des südlich anschliessenden Hauses vergrössert. Die Gliederung der dreigeschossigen Fassade ist weitgehend ursprünglich. 1995/96 wurde es vollständig restauriert. Im Dachgeschoss sind vier hölzerne Kammern erhalten, darunter zwei Arrestzellen.

### Brunnen

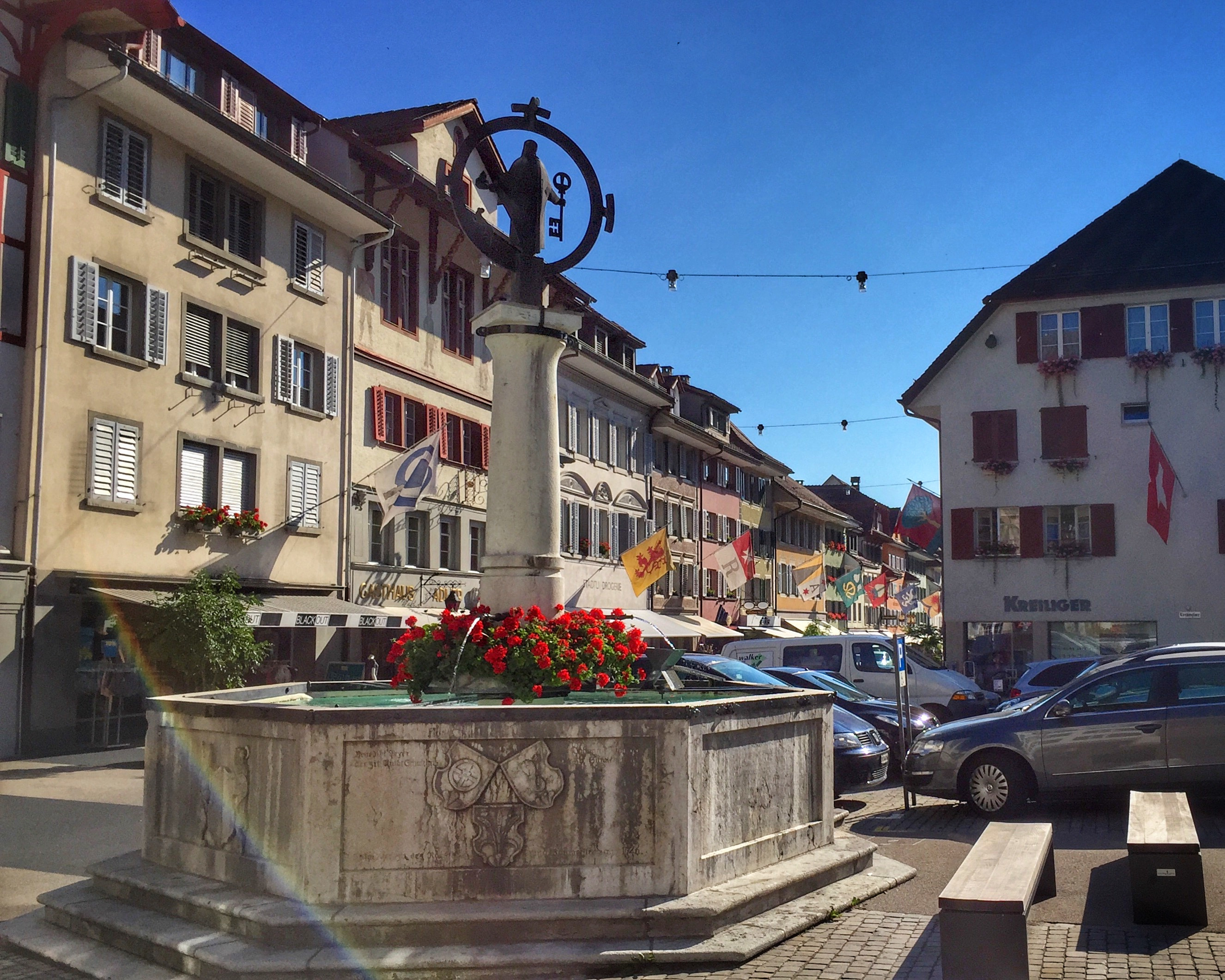
Oberer Brunnen

Die Hauptgasse ist durch drei Brunnen, um 1600 entstanden, gegliedert. Früher wurden sie auch vordere Brunnen genannt; ihre Quellen waren innerhalb der Ringmauern am Schlossberg. Sie weisen die sehr seltene Form eines Siebenecks auf. Schon im 18. Jahrhundert existierten Brunnensäulen mit Statuen; 1951 bis 1956 wurden sie, inzwischen baufällig geworden, vom einheimischen Steinmetz Gottlieb Kreiliger nach altem Riss und Mass neuerstellt; seit den 1960er-Jahren sind sie mit Bronzefiguren ausgestattet.

#### Unterer Brunnen
Kirchenpatron Paulus, vom Luzerner Bildhauer Rolf Brem.

#### Mittlerer Brunnen
Madonna mit dem Kinde, vom Luzerner Bildhauer Franco Annoni; dieser Brunnen war vor 1950 noch achteckig.

#### Oberer Brunnen
Kirchenpatron Petrus; vom Zürcher Bildhauer Eugen Häfelfinger.

### Heiligblut-Kapelle

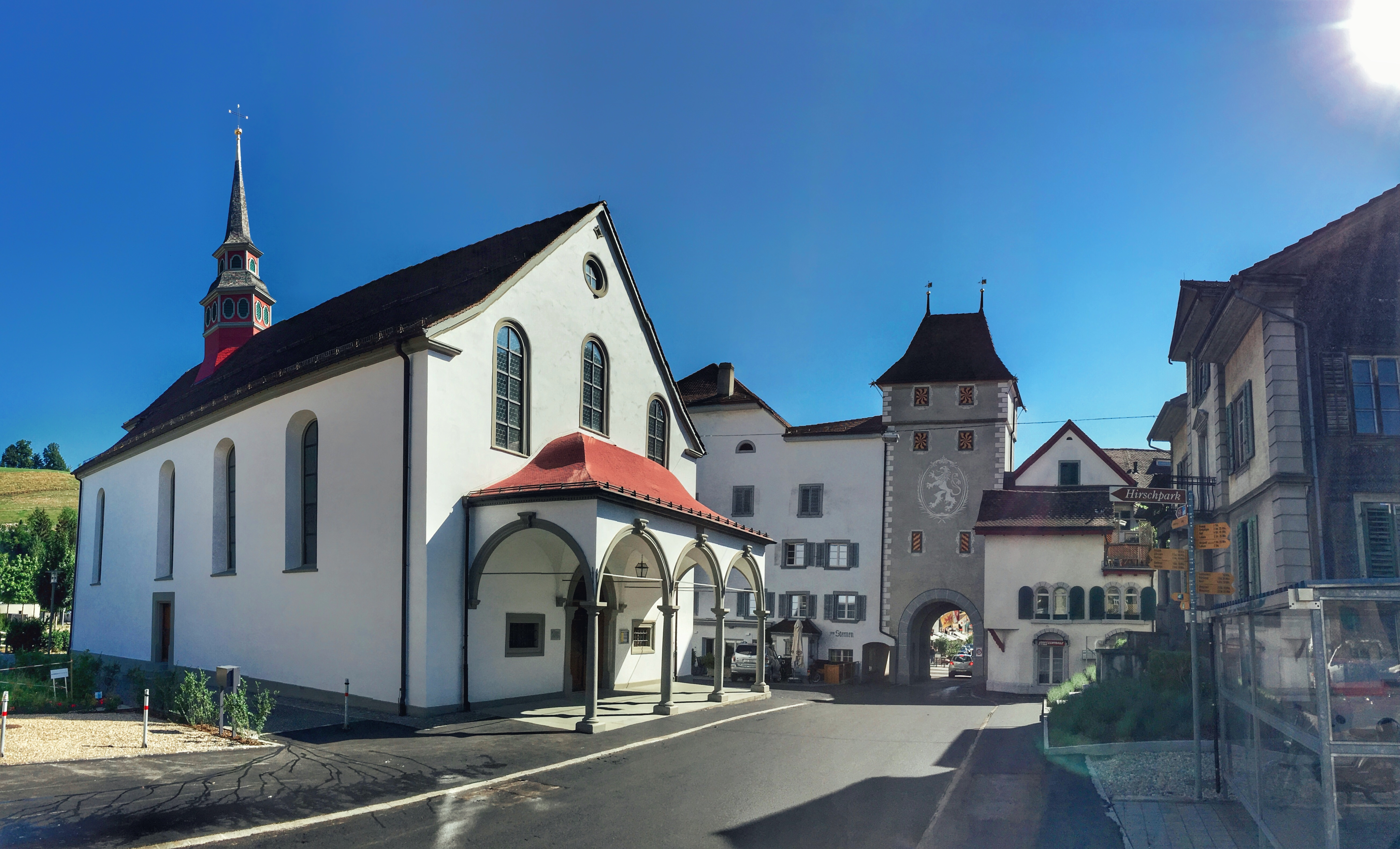
Die ausserhalb des Obertors gelegene Heiligblut-Kapelle

Ursprünglich eine hölzerne Kapelle, wurde sie 1497 in einen geosteten gotischen Steinbau umgewandelt. 1674 gestaltete man sie in einen Renaissancebau mit offener toskanischer Vorhalle um. Sie weist drei figurenreiche hölzerne Frühbarockaltäre auf sowie acht Ölgemälde von 1684 mit der Gründungslegende. 1854 wurde eine dekorative Holzdecke mit neutestamentlichen Szenen, Aposteln und den Nebenpatronen der Kapelle eingebaut.
Die Heiligblut-Legende ist folgende: Es waren drei Spieler, deren erster, nachdem er sein ganzes Geld verloren hatte, fluchend sein Schwert in die Luft stiess, um den Leib Christi zu durchbohren, worauf fünf Blutstropfen auf den Tisch fielen, der Gotteslästerer aber vom Teufel geholt wurde. Die beiden Anderen litten einen schrecklichen Tod.
Es war früher ein stark besuchter Wallfahrtsort mit regionaler bis leicht überregionaler Ausstrahlung. Ein Ablassfest mit Sühneprozession findet am zweiten Sonntag nach Pfingsten statt und erinnert an eine Freveltat vom 7. Juli 1392.

### Ehemaliges Schulhaus Willisau Land
Hierbei handelt es sich um einen auf Repräsentation ausgelegten Zweckbau im Jugendstil. Durch Landabtausch wurde er im Jahre 1907 auf Gebiet der Stadt Willisau erbaut. Der Vorgängerbau war eine markante Zehntenscheune, auch Schütte genannt, gewesen. Bis 1965 nutzte man es als Schulhaus. In den 1970er-Jahren wurde ein umfassender, zeitgemässer Innenausbau zur Umnutzung als Verwaltungsgebäude vorgenommen. Im Treppenhaus findet man sehenswerte Hinterglasgemälde des aus einer Hergiswiler Familie stammenden Kunstmalers Josef Schwegler (1906–1987).
Heute dient das Gebäude der Stadtverwaltung als Gemeindehaus.

### Landvogteischloss

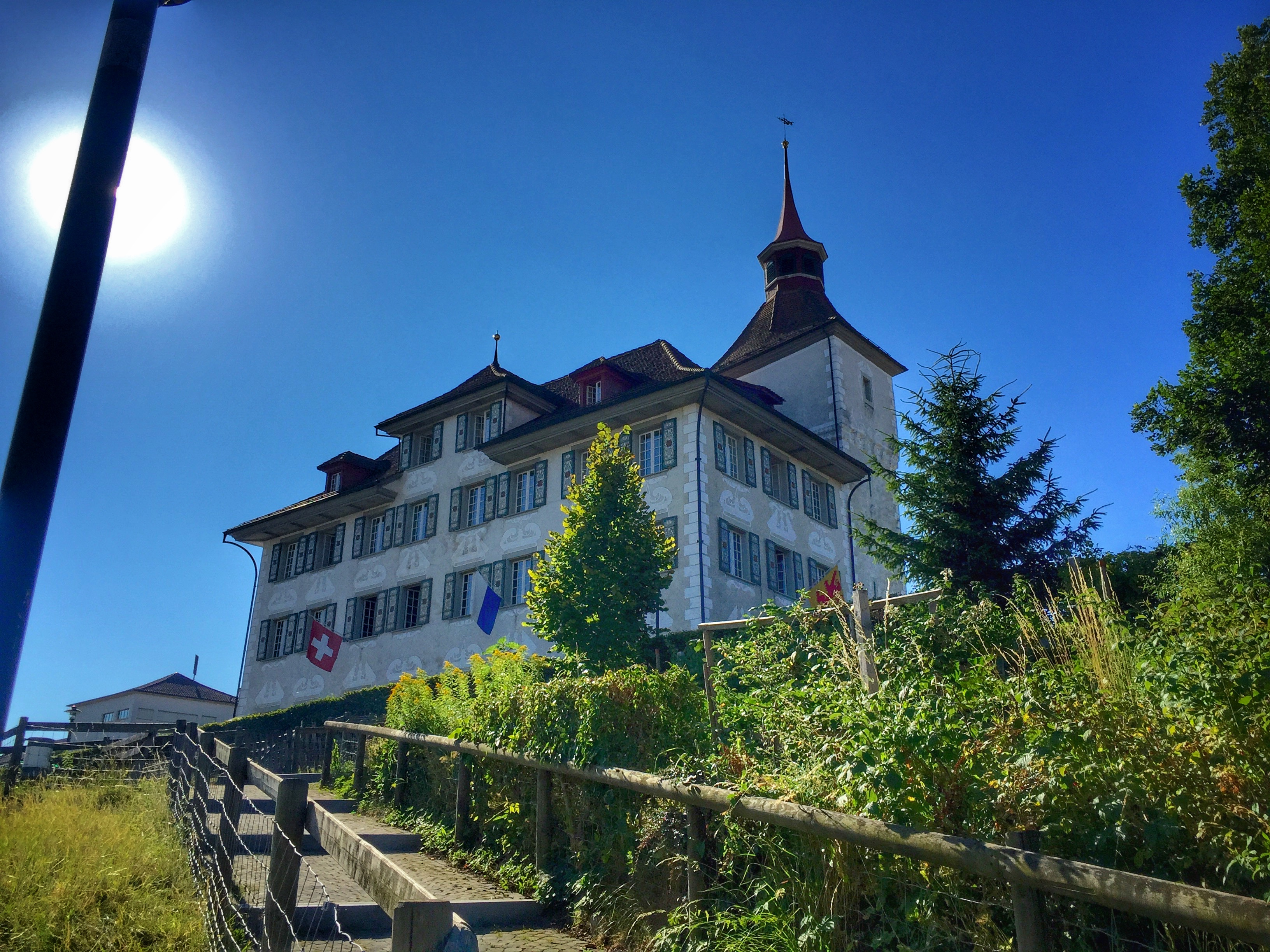
Landvogteischloss

Ursprünglich war es nur ein offener Turm, Chutzenturm genannt; er war zur Abwehr in die Stadtmauer gebaut worden. 1690–1695 wurde der Anbau eines Schlosses für den jeweiligen Landvogt von Willisau vorgenommen. Der Architekt ist unbekannt. Die Aussenwände weisen Sgraffitodekorationen, die Innenräume reiche Stuckaturen von Giacomo Neuroni aus Riva San Vitale, Grisaillenmalereien, Schnitzereien, Täferwerk, kunstvolle Wand- und Deckenmalereien aus dem Barock des Malers Francesco Antonio Giorgioli aus Meride auf: Im ersten Obergeschoss befindet sich ein Bilderzyklus der Heiligblut-Legende von 1638. 1833 bis 1836 war es Lokal einer höheren Schule unter dem deutschen Pädagogen Friedrich Fröbel, dem Begründer der Kindergärten; später wurde es als normales Schulhaus genutzt. Nach der Renovation von 1979 bis 1982 wurde die Hans-Roelli-Stube eingebaut, erinnernd an den in Willisau geborenen Liedermacher, Sänger und Dichter. Später diente es der Stadtverwaltung als Gemeindehaus. Seit 2004 finden im Schloss Trauungen statt. Im Jahr 2013 zog die Kindes- und Erwachsenenschutzbehörde ins Schloss ein und löste das Bezirksgericht ab.

### Burghügel mit St.-Niklausen-Kapelle
Die Anlage mit der habsburgischen Burg «Alt Willisau» und einer Kapelle stammt aus dem Ende des 12. Jahrhunderts, wurde 1321 den Hasenburgern verpfändet, 1386 im Sempacher Krieg zerstört, wobei die Burgkapelle vor der Zerstörung verschont blieb. Diese war ursprünglich eine kleinere und niedrigere Kapelle mit romanischen Rundbogenfensterchen. Die älteste Glocke des Kantons Luzern mit einer hebräischen Inschrift ist die älteste des Kantons Luzern, sie wurde um 1200 gefertigt. Im 14. Jahrhundert wurde die Kapelle neu erbaut, Ende des 15. Jahrhunderts vergrössert, wobei die älteste Malerei über dem Chorbogen entstand. Aus dem 16. Jahrhundert stammt die Rankenmalerei im Chor und das grosse Wandbild mit dem Martyrium der Zehntausend Ritter auf der linken Seite. 1655 entstand ein barockisierter Neubau mit den heutigen Fensteröffnungen, dekorativen Weinranken in den Fensterleibungen und dem Portal mit schützendem Vorzeichen und Empore.

## Kultur und Brauchtum
Mit der Stadtgründung im Jahre 1303 erhielt Willisau auch das Marktrecht. Noch heute findet deshalb jeden letzten Donnerstag im Monat ein Markt im Städtchen statt. Auf dem Rathausplatz findet samstags jeweils der Bauernmarkt statt.
Willisau ist eine Fasnachtshochburg. Jedes Jahr am Freitag nach dem Dreikönigstag wird die Fasnacht eröffnet, und der Zunftmeister zieht mit den Guggenmusigen ins Städtchen ein. Am Sonntag vor dem Schmutzigen Donnerstag findet jeweils die Städtlifasnacht statt. Alle paar Jahre führt die Karnöffelzunft ein internationales Narrentreffen durch. Immer am Güdismontag steht der traditionelle Sprüchliabend auf dem Programm.
Willisau ist traditionell katholisch geprägt. Im Mai/Juni finden an Fronleichnam und am Sonntag darauf am Willisauer Heilig-Blut-Fest grosse Prozessionen durch das Städtchen und die umliegenden Gebiete statt. Mit dabei sind jeweils die Herrgottsgrenadiere und die Corporis Christi Bruderschaft mit den Kanonieren, die auf dem Schlossfeld Böllerschüsse abfeuern. Damit werden jeweils die Durchführung der Prozessionen sowie die liturgischen Höhepunkte angekündigt.
Seit den 1970er-Jahren wird immer Ende August/Anfang September in Willisau das internationale Jazz Festival Willisau durchgeführt.
Jeweils am dritten Oktoberwochenende (Samstag bis Montag) findet im Städtchen und auf dem Zehntenplatz die grosse Willisauer Kilbi (Kirchweih) statt.
Seit 1996 findet Anfang Dezember im Städtchen ein Christkindlimärt statt.

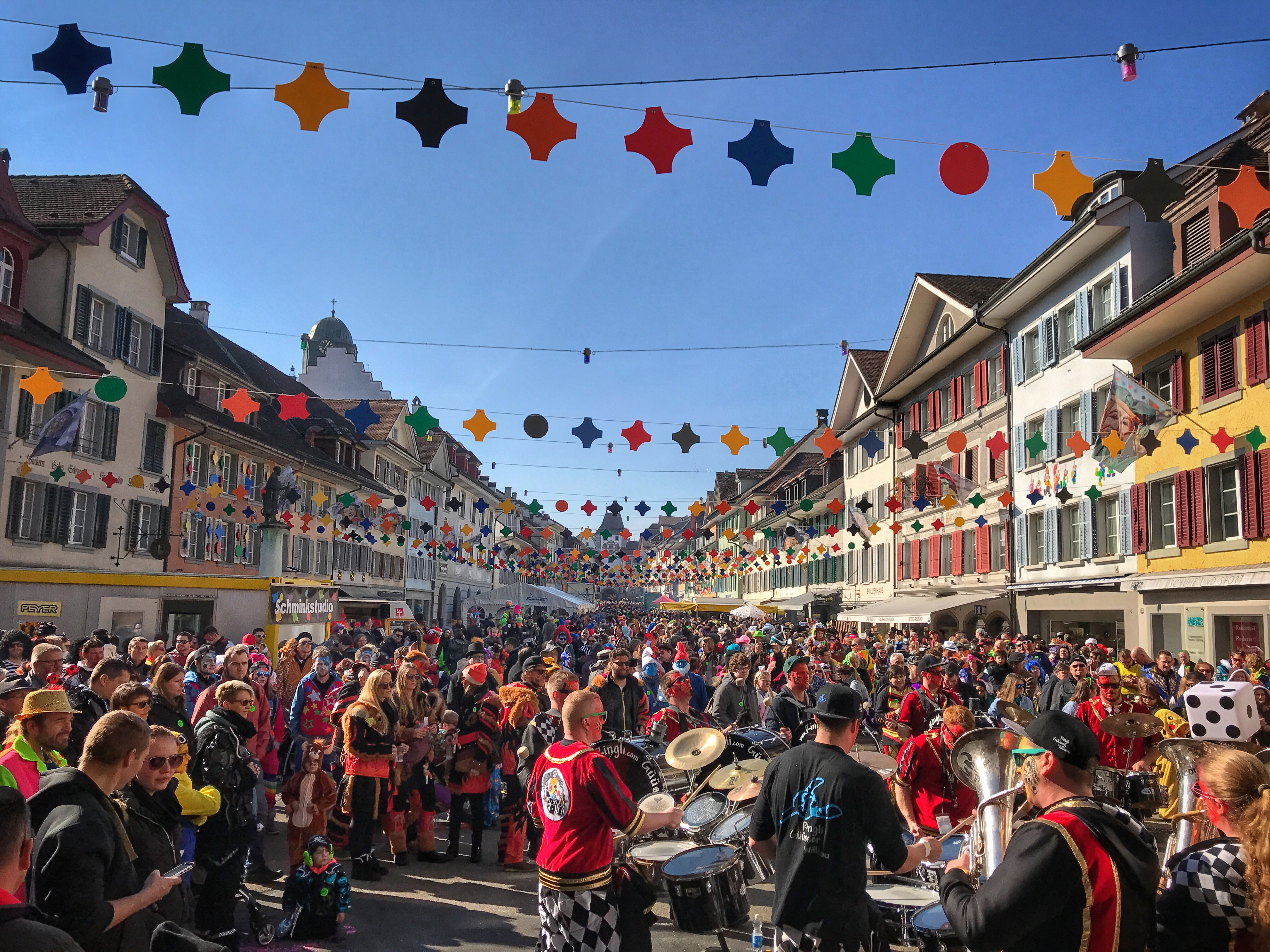
Fasnacht im historischen Städtchen von Willisau
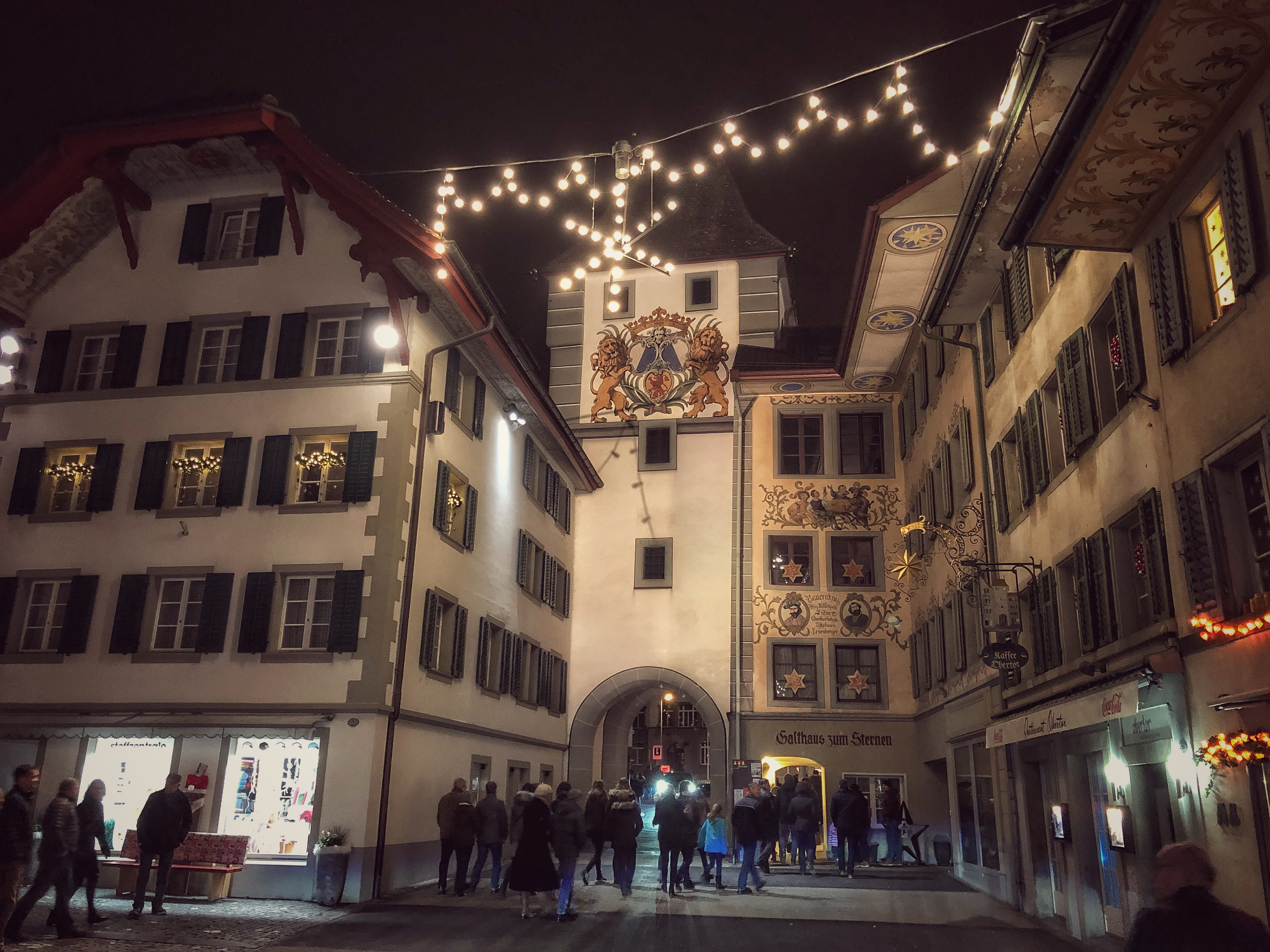
Besucher des Weihnachtsgottesdienstes in der Pfarrkirche kehren heim
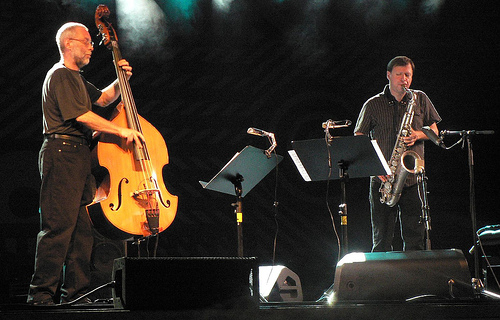
Jazz Festival Willisau

## Persönlichkeiten
- Irene Brügger-Hodel (* 1979), Musikerin und Schauspielerin
- Urs Bühler (* 1971), Mitglied der Band Il Divo
- Mathias Hecht (* 1980), Triathlet und Ironman-Sieger
- Xaver Hecht (1757–1835), Kirchenmaler, Historienmaler und Porträtist
- Thomas Kummer (* 1964), Kantonsrat (Grüne)
- Daniel Lampart (* 1968), Ökonom und Gewerkschaftsfunktionär
- Christof Mahnig (* 1986), Jazzmusiker und Mathematiker
- Dominik Mahnig (* 1989), Jazzmusiker
- Ruth Metzler-Arnold (* 1964), Alt-Bundesrätin (1999–2003)
- Kurt Steinmann (* 1945), Altphilologe
- Niklaus Troxler (* 1947), Grafiker, Veranstalter Jazz in Willisau